# Bracovce
Bracovce este o comună slovacă, aflată în districtul Michalovce din regiunea Košice. Localitatea se află la altitudinea de 105 m deasupra n.m., se întinde pe o suprafață de 9,62 km2 și în 2017 număra 945 de locuitori. Se învecinează cu Ložín, Hatalov, Dúbravka, Falkušovce, Trebišov și Bánovce nad Ondavou.

## Istoric
Localitatea Bracovce este atestată documentar din 1227.

## Demografie
| An:                | 1994 | 2004   | 2014   | 2024   |
| ------------------ | ---- | ------ | ------ | ------ |
| Număr de persoane: | 959  | 942    | 935    | 968    |
| Diferență:         |      | −1,77% | −0,74% | +3,52% |

| An:                | 2023 | 2024   |
| ------------------ | ---- | ------ |
| Număr de persoane: | 965  | 968    |
| Diferență:         |      | +0,31% |